# Stictalia californica
Stictalia californica är en skalbaggsart som först beskrevs av Thomas Casey 1885.  Stictalia californica ingår i släktet Stictalia och familjen kortvingar. Inga underarter finns listade i Catalogue of Life.